# Atomu Tanaka
Atomu Tanaka (田中 亜土夢 Tanaka Atomu?,  Niigata, Niigata, 4 de octubre de 1987) es un futbolista japonés. Juega de centrocampista y su equipo es el KTP Kotka de la Veikkausliiga de Finlandia.
Participó en la Copa Mundial de Fútbol Sub-20 de 2007 en Canadá y marcó un gol en 3 partidos.

## Carrera

### Clubes
Los inicios de Atomu Tanaka en el fútbol se remontan a la Escuela Secundaria Maebashi Ikuei de Gunma, en donde también se educó. Mientras era estudiante de secundaria, fue elegido como uno de los Jugadores Designados para el Desarrollo por la J. League y la JFA. Debido a esto, ya estuvo posiblitado de ser registrado como futbolista de Albirex Niigata mientras todavía era convocado para jugar en su club de secundaria. Disputó dos partidos de liga para Albirex en la temporada 2005. Hizo su debut el 27 de noviembre de 2005 ante Nagoya Grampus Eight, en un encuentro válido por la J1 League.
Después de graduarse de su secundaria en 2006, se convirtió oficialmente en futbolista de Albirex Niigata. Su debut como jugador profesional se produjo el 5 de marzo de 2006 en un partido de liga contra Kawasaki Frontale. Su primer gol como profesional fue el 8 de abril de 2006 frente a Ventforet Kofu, también por un encuentro liguero.
Después de marcar una vez en cinco partidos para su equipo nuevo HJK Helsinki en la Copa de la Liga de Finlandia 2015, marcó en su debut en la Veikkausliiga ante RoPS en una victoria 3-1 como visitante el 12 de abril.
En octubre del mismo año, HJK ejerció su opción de mantener a Tanaka bajo contrato para la temporada 2016.
Tanaka fue votado como parte del mejor once en 2015 y 2016 en la Liga finlandesa.
El 25 de octubre de 2017 fue anunciado que Tanaka dejaría HJK al final de 2017.
Regresó a Japón para jugar en el Cerezo Osaka a partir de 2018.
El 2 de marzo de 2020 se hizo oficial su vuelta al HJK Helsinki hasta finales de julio. Esta segunda etapa acabó terminando en 2024 y a inicios de 2025 se unió al KTP Kotka.

### Selección nacional
Tanaka ha sido internacional sub-20 y participó en el Campeonato Juvenil de la AFC 2006 y la Copa Mundial de Fútbol Sub-20 de 2007. Marcó un gol en 3 partidos en este torneo.

## Trayectoria

### Clubes
| Club            | País      | Año           |
| --------------- | --------- | ------------- |
| Albirex Niigata | Japón     | 2005-2014     |
| HJK Helsinki    | Finlandia | 2015-2017     |
| Cerezo Osaka    | Japón     | 2018-2019     |
| HJK Helsinki    | Finlandia | 2020-2024     |
| KTP Kotka       | Finlandia | 2025-presente |

### Selección nacional
| Selección | País  | Año       |
| --------- | ----- | --------- |
| Sub-20    | Japón | 2006-2007 |

## Palmarés

### Títulos nacionales
| Título                       | Club         | País      | Año  |
| ---------------------------- | ------------ | --------- | ---- |
| Copa de la Liga de Finlandia | HJK Helsinki | Finlandia | 2015 |
| Copa de Finlandia            | HJK Helsinki | Finlandia | 2017 |
| Veikkausliiga                | HJK Helsinki | Finlandia | 2017 |
| Supercopa de Japón           | Cerezo Osaka | Japón     | 2018 |
| Copa de Finlandia            | HJK Helsinki | Finlandia | 2020 |
| Veikkausliiga                | HJK Helsinki | Finlandia | 2020 |
| Veikkausliiga                | HJK Helsinki | Finlandia | 2021 |
| Veikkausliiga                | HJK Helsinki | Finlandia | 2022 |
| Copa de la Liga de Finlandia | HJK Helsinki | Finlandia | 2023 |
| Veikkausliiga                | HJK Helsinki | Finlandia | 2023 |